# 미륵산 (경남)
미륵산(彌勒山)은 대한민국 경상남도 통영시 봉평동에 있는 해발 461m의 산이다. 2002년 ‘세계 산의 해’를 맞아 산림청이 지정한 《100대 명산》으로 선정되었다.

## 개요
미륵산은 중생대 백악기 말기에 분출된 화산으로, 그 명칭은 미륵존불이 장차 강림할 곳이라고 하여 명명되었다는 전설이 전해 내려온다. 현재는 육지와 연결된 미륵도 중앙에 있는 이 산에는 이름에 걸맞게 유명한 사찰이 여러 곳 있다.
미륵산 자락에는 고찰 용화사와 미래사 등 유서 깊은 사찰과 암자가 산재해 있다. 신라 선덕여왕 때 창건된 용화사, 고려 태조 때 도솔 선사가 창건한 도솔암, 조선 영조 때 창건된 관음사, 50여 년 전 지은 미래사 등이다. 용화사에는 석조여래상(경남유형문화재 43호)과 고려중기의 작품인 지장보살상과 시왕상 등이 보존되어 있으며, 그 외에도 봉수대터 등이 유명하다.
당포성지(경상남도 지방기념물 제 63호)는 미륵도의 산양읍 삼덕리 야산의 능선을 따라 축성된 산성으로 길이 약 750m의 성지가 남아 있다. 자연석 이중기단에 높이 약 2.7m, 약 4.5m의 폭으로 쌓은 이 성벽은 고려·조선시대의 전형 적인 석축진성으로 고려 말 최영 장군이 왜구의 침입에 대비코자 군사와 백성들을 동원하여 쌓았다고 전한다.
고찰과 약수, 봄 진달래와 가을 단풍이 빼어나고 산정에 오르면 한려해상의 다도해 조망이 표현할 수 없을 정도로 아름답게 보이며, 청명한 날에는 일본 대마도가 바라다 보인다. 그리고 한산대첩의 현장도 볼 수있다.
2008년 3월 1일 통영시는 이 산에 《통영 케이블카》를 설치하여 관광상품으로 활용하고 있다.

## 같이 보기
- 한국의 산
- 통영 케이블카

## 화보

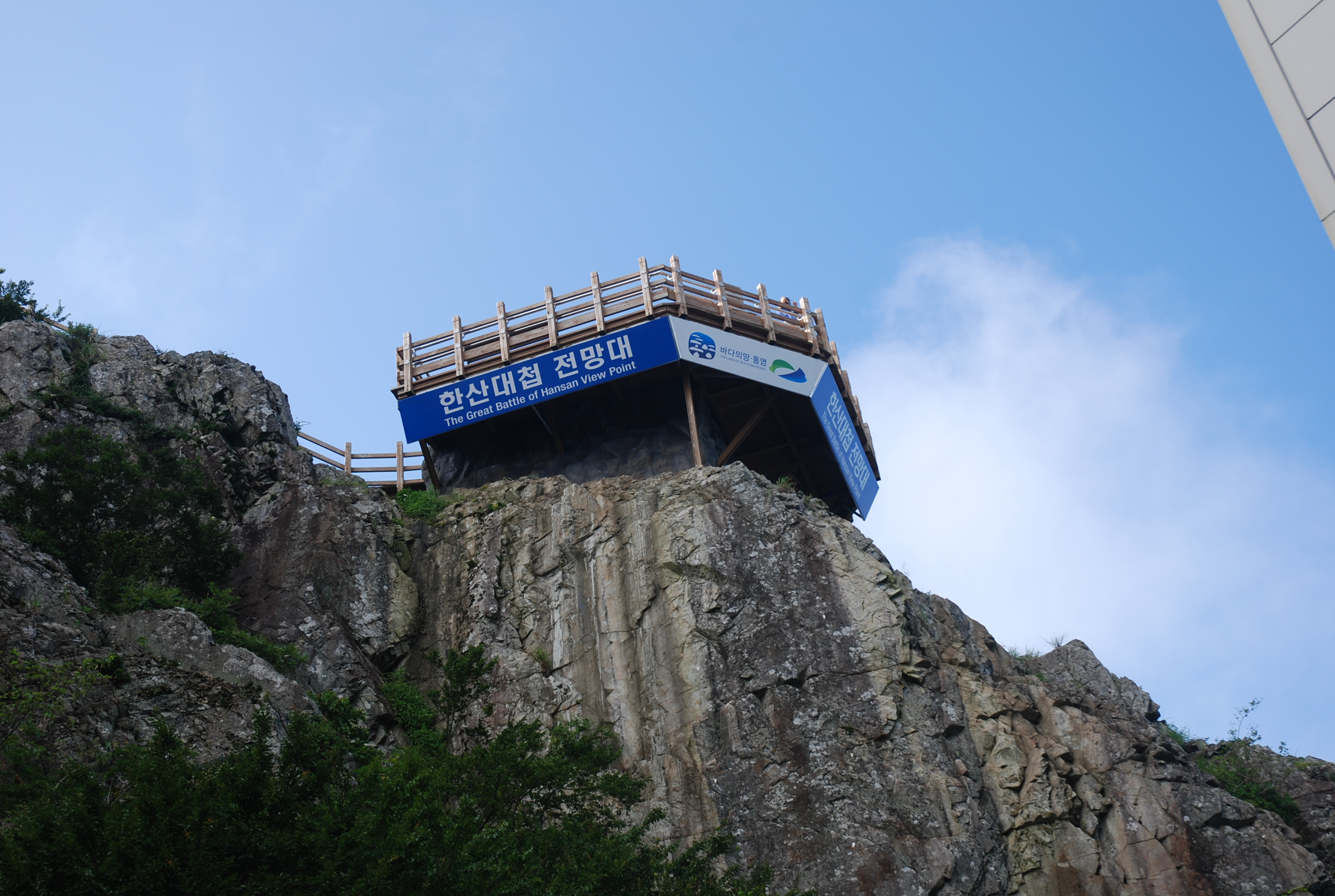
미륵산 한산대첩 전망대
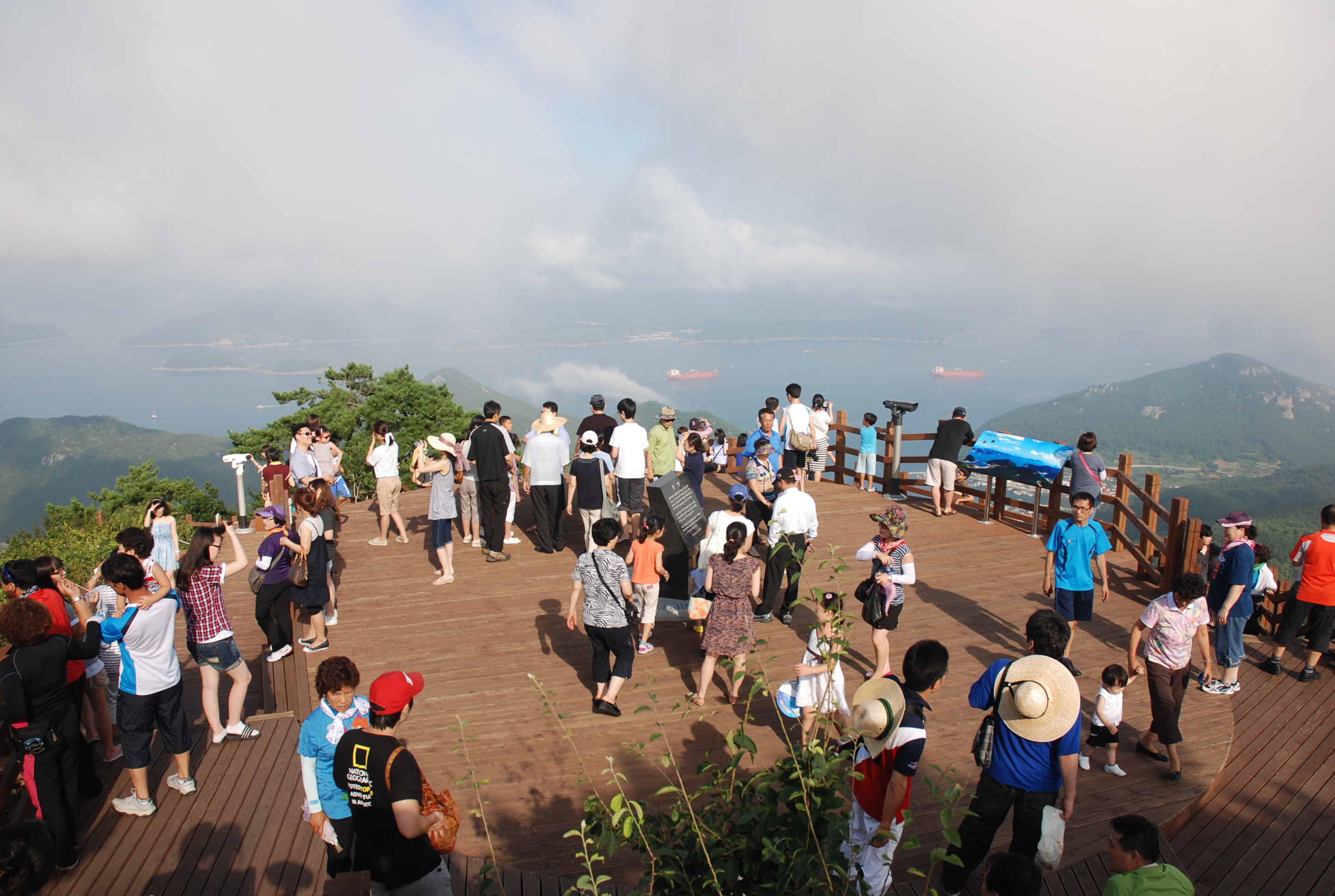
미륵산 신선대 전망대
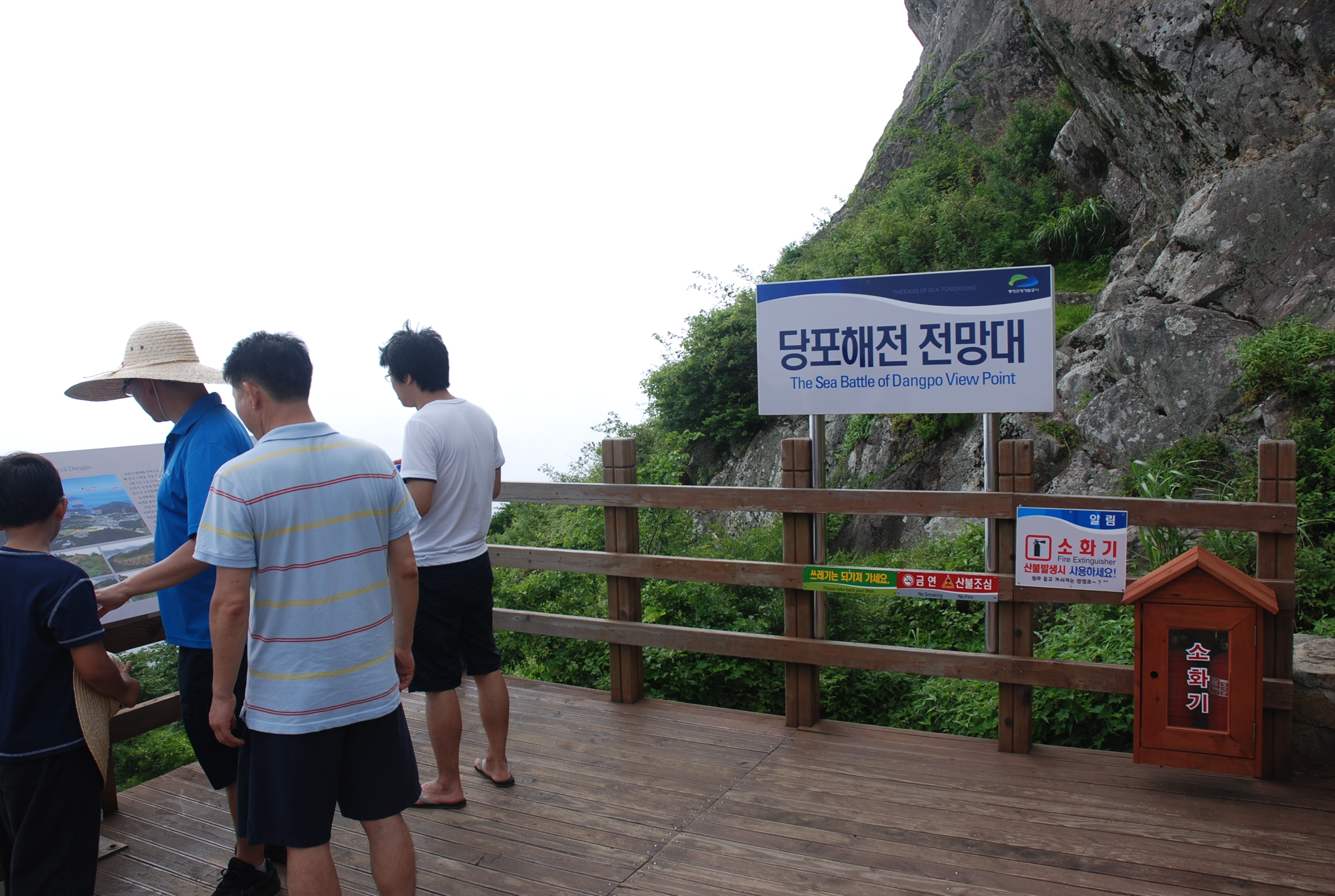
당포해전 전망대
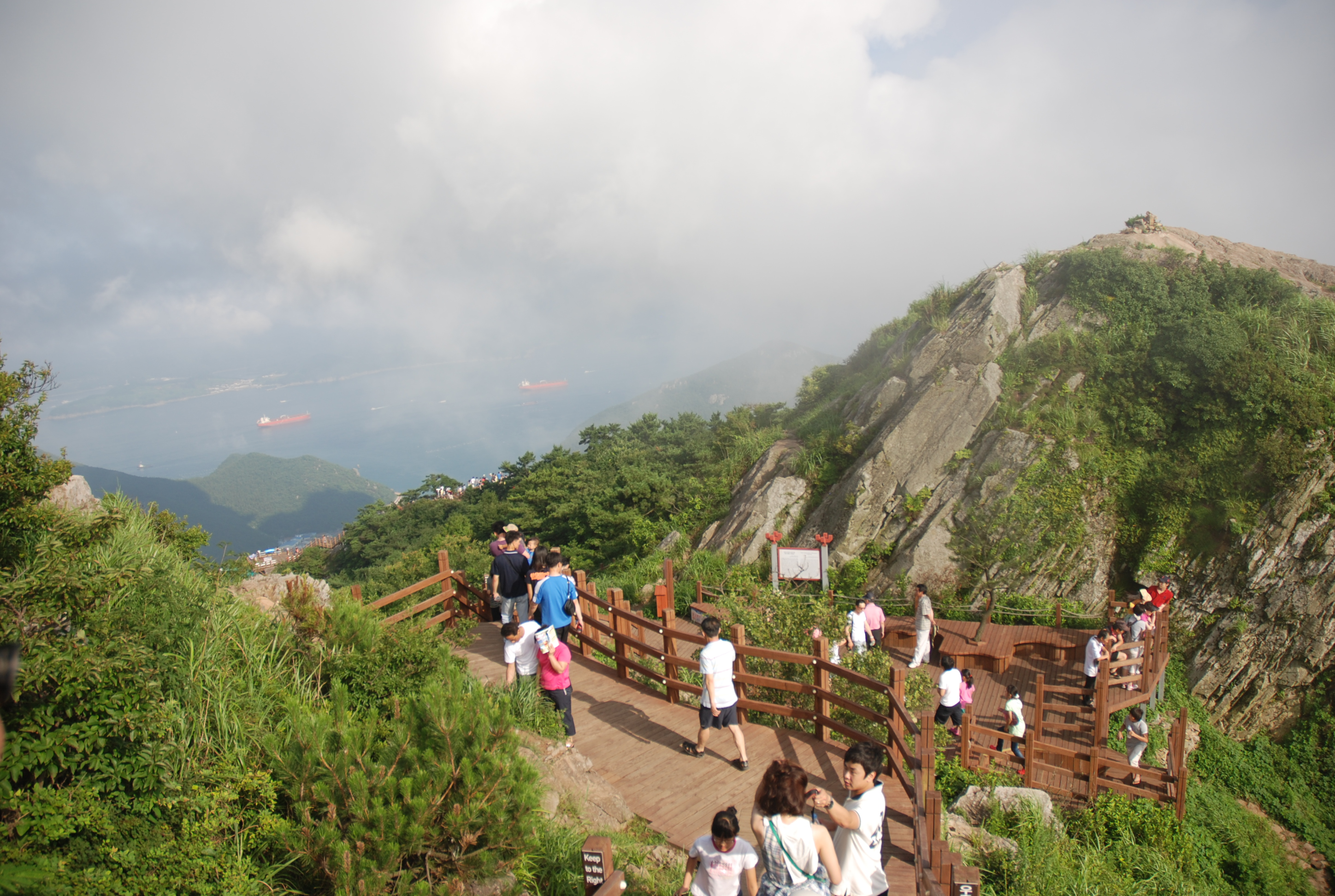
통영 미륵산 등반로
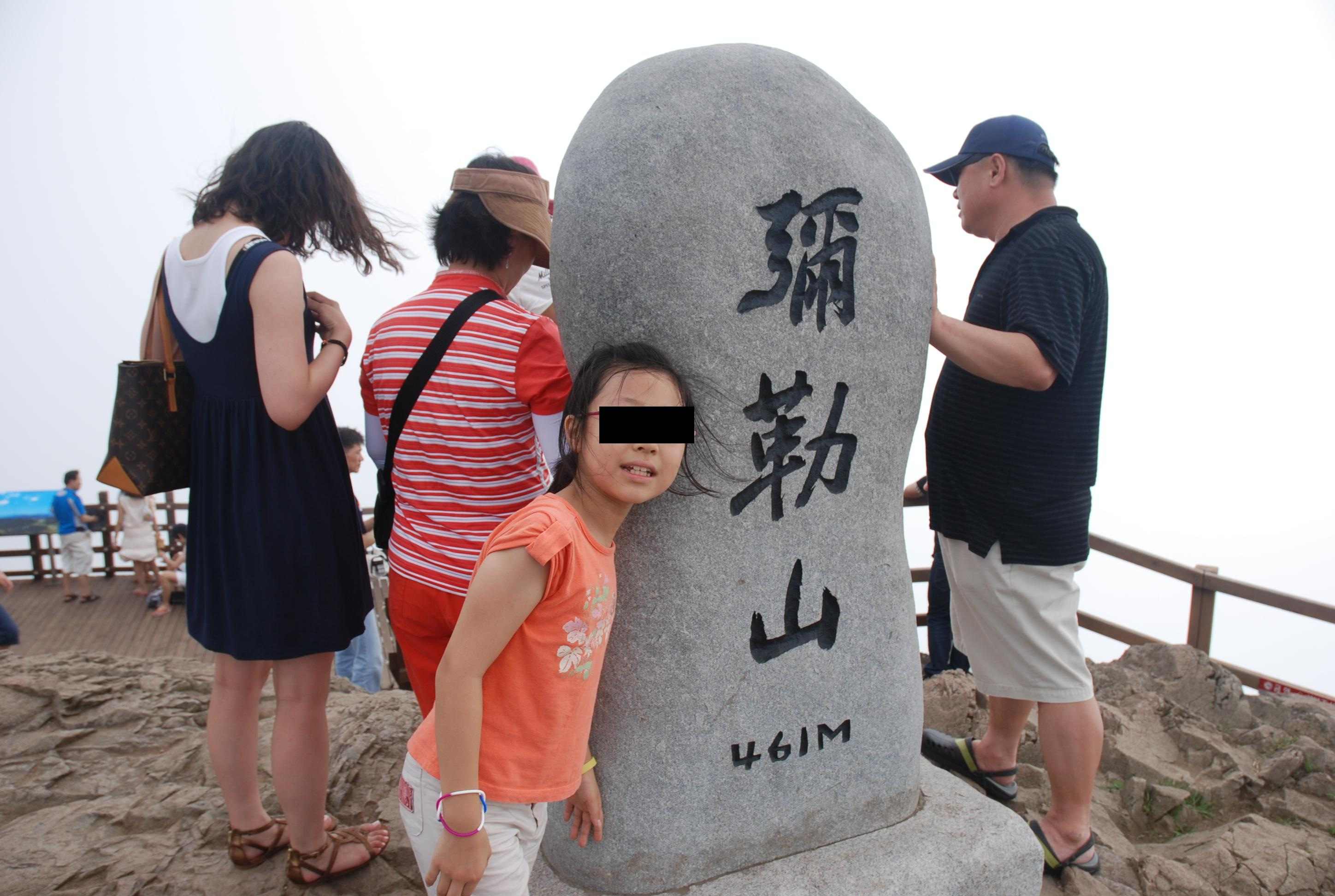
미륵산 정상